# Habrophlebiodes zijinensis
Habrophlebiodes zijinensis is een haft uit de familie Leptophlebiidae. De wetenschappelijke naam van de soort is voor het eerst geldig gepubliceerd in 1996 door Gui, Zhang & Wu.
De soort komt voor in het Oriëntaals gebied.